# یوریچ انسینگن
یوریچ انسینگن (آلمانی: Ulrich Ensingen; زادهٔ  ۱ ژانویهٔ ۱۳۵۰ – ۱۰ فوریه ۱۴۱۹) معمار اهل آلمان بود.
 نام او در میان معماران کلیسای جامع استراسبورگ بود.
او نقشه‌های مربوط به برج کلیسای اولم (بلندترین برج کلیسا) را طراحی کرده‌بود.